# José María Varela Silvari
José María Varela Silvari (La Coruña, 1 de febrero de 1848 – Madrid, 10 de mayo de 1926) fue un músico, compositor y crítico musical español.

## Biografía
Estudió solfeo, flauta y armonía en su ciudad natal. Con catorce años de edad se trasladó a Lisboa, donde perfeccionó sus conocimientos literarios y musicales, aprendió composición y dio conciertos. Al regresar a La Coruña fue nombrado director de la banda de música de Carballo y escribió el Opúsculo sobre la Música para que sirviera de texto a los alumnos de la sociedad musical correspondiente. En 1877 fundó y dirigió El Eco Musical, semanario de literatura y bellas artes, del que se publicaron 45 números. Colaboró en La España Musical y El Correo de Teatros, de Barcelona, y en El Globo, de Madrid, y dirigió El Coliseo barcelonés (1879), tras su traslado a Barcelona. Después pasó a residir en Madrid donde redactó La Correspondencia Musical y El Nuevo Fígaro, colaborando más tarde en la Enciclopedia Musical de Barcelona.
Más tarde fue director del Boletín Musical  de Madrid, durante seis años. Fue director de orquesta y banda y del Orfeón Normal de Madrid.
A la edad de veinte años empezó la composición de una ópera en tres actos y a reunir materiales para la publicación de un Diccionario técnico é histórico de la música, pero sus maestros lo disuadieron de tal empresa y ambos trabajos quedaron solo en proyecto. Sostuvo reñidas polémicas sobre tecnicismo e historia musical con Eslava, Saldoni y Barbieri. La que sostuvo valientemente con este último sobre partituras, cifras de guitarra y partes de órgano medieval duró más de tres meses y lo acreditó como polemista serio y erudito, adquiriendo gran consideración en la opinión pública, que se tradujo felicitaciones de los maestros más notables de la época.
En 1893, en el certamen científico literario celebrado en la entonces villa de Gracia (Barcelona), consiguió un primer premio por su trabajo Pasado, presente y porvenir del canto coral humorístico, y en el mismo año puso música al himno popular ¡Galicia!, escrito por Galo Salinas, dedicado a la Junta de defensa de La Coruña, de cuya música que era a voces solas, se hizo más tarde una transcripción instrumental para las bandas populares gallegas. En 1896 el profesorado musical de la ciudad de Palma de Mallorca le regaló una artística corona de plata.
En julio de 1899 se cantó por primera vez el himno que había compuesto Varela Silvari para la Institución salesiana, en las fiestas salesianas celebradas en Turín, participando en la interpretación grandes masas corales e instrumentales, estreno que constituyó un rotundo éxito. En 1910 fue invitado por la Universidad de Coímbra para escribir Marcha triunfal con destino a bandas militares, para el gran festival que en este año tuvo lugar con motivo del centenario del historiador Alejandro Herculano. El Gobierno quiso honrarlo concediéndole el hábito de Santiago, al que Varela Silvari renunció, también renunció a distintas distinciones honoríficas que diferentes corporaciones tenían interés en concederle. En 1911 presidio un concurso de bandas civiles y militares en Oporto, pronunciando un discurso de tonos vibrantes y patrióticos.
En 1913 se cambiaron los ejercicios para optar al cargo de músicos mayores militares, y no habiendo texto de orientación histórico musical, que era una de las variantes que se pedían en el nuevo programa de ejercicios, Varela Silvari escribió el borrador Boceto para un curso breve y razonado de historia general de la música, que mereció una entusiasta acogida. En 1916 el ayuntamiento de La Coruña acordó poner el nombre de Varela Silvari a la calle en la que nació el artista, y con tal motivo se celebraron fiestas públicas para honrar al compositor.
En 1918, en plena Primera Guerra Mundial, al cumplir el maestro 70 años, todas las corporaciones musicales de Europa, federadas, hicieron un acto público de saludo y simpatía en su honor. En España secundaron el acto europeo diversas corporaciones musicales, autoridades, prensa y centros corporativos de La Coruña; acto que repercutió en España, secundando el saludo europeo diversas corporaciones musicales de puntos diferentes, y las autoridades, prensa diaria y centros corporativos de La Coruña. El 5 de julio de 1925 se celebró en el Palacio de la Bolsa de Madrid un homenaje internacional para festejar públicamente a este compositor al que asistieron representaciones de muchas capitales europeas. En un caso único de saludo y aplauso entusiasta de procedencia extranjera a un artista español, esas mismas corporaciones, asociadas, reiteraron por escrito su público aplauso, por medio de un extenso despacho telegráfico que la prensa española reprodujo.
Ostentó los títulos de maestro compositor expedido por la Academia Filarmónica de Basilea, de individuo honorario de primera clase de la antigua Sociedad de Cuartetos de Lisboa, de profesor del Instituto Filarmónico de Madrid, y de director de la capilla de Música de Santa Cecilia. Fue pensionado por el Gobierno portugués, mantenedor de los orfeones de Suiza, presidente honorario y consejero de la Asociación de Conciertos de la Música Brasileña, condecorado en Suiza, Italia y Portugal, individuo correspondiente de la Real Academia Lisboeta de Amantes de la Música, compositor honorario de la Academia Filarmónica de Bolonia, entre otros títulos y distinciones. Entre los escritos que se publicaron en honor de Varela Silvani figura la Loa que se leyó en el Instituto Filarmónico de Lisboa en 1891 con ocasión de la colocación en su salón de actos del retrato de este músico gallego.

## Obra escrita
Varela Silvari, además de innumerables artículos sobre literatura e historia de la música, escribió, entre otras muchas, las siguientes obras, algunas de las cuales permanecen inéditas:
- Galería biográfica de músicos gallegos;
- Teoría de la música;
- Manual teórico práctico de armonía;
- Formulario armónico para los aspirantes a músicos mayores militares;
- Apuntes para la historia musical del reino lusitano;
- Máximas y pensamientos sobre la Música y la Bellas Artes;
- Origen de la Música como Arte;
- Historia de la Música popular en España;
- Historia de la Música en Galicia;
- Prácticas finales de solfeo;
- Prontuario razonado de canto;
- Tratado de melodía;
- Tratado práctico de instrumentación;
- Ensayos de crítica, preceptiva e historia musical;
- Tratado de estética musical, con carácter preceptivo.

## Obra musical
Compuso más de quinientas de todas clases y géneros. Entre las de música religiosa para voces y órgano figuran misas, plegarias, salves, motetes, Tantum ergo, letanías, himnos, Stabat Mater, rosarios, gozos, misereres, etc. También compuso una misa, un Ave María, dos plegarias y un Liberame Domine a voces solas, y dos misas, salve, letanía, Stabat Mater, plegarias y motetes para voces y orquesta. De su música para orfeón cabe citar:
- Gloria a Galicia;
- Alborada coral;
- A festa d'o patrón;
- Himno a Clavé;
- Enyorança, Sospirs i Per vestir sants, coros en catalán;
- La serenata;
- La fiesta de Baco;
- El a-la-lá, (nocturno);
- La primavera;
- Ruliña, coral gallega;
- Boga, boga, barquilla mia, y Surca, surca, bajel mio, Canción española, L'aurora, (barcarolas);
- El mirlo y la flor, y A Elisa, (valses);
- El canto de la gitana; A una bella; Niña graciosa; Sin esperanzas; ¡Eres un ángel!; Adelina; La sultana;
- Himno a Méndez Núñez; Himno á Pacheco;
- La mindoniense; La orensana, muñeiras;
- Declaración de amor, mazurca;
- A la romería, (pasacalles);

## Música para piano
- Recuerdos de Galicia;
- Cantares gallegos;
- Tributo á terpsicore;
- Un aire de mi país;
- A la velada;
- María de los Dolores;
- Clavé;
- Por una flor;
- Rosa de té;
- La circasiana;
- Capricho morisco;
- N'a festa, etc.

## Otros tipos música
- Para canto y piano, La hija del proscrito; Mariolina; Ante su tumba; Canción española, etc.
- La cítara de oro; ¡Panchín!; ¡Pobre niña!, para violín i piano;
- Composiciones y arreglos diversos, La ginebrina; La verginella; Cataluña; La fiesta; Serenata española y Último tributo a la memoria de Alfonso XII;

Para banda compuso entre otras obras:
- Cantares gallegos;
- María de los Dolores;
- Siempreviva;
- ¡Voló al cielo!;
- El triunfo;
- La Alianza;
- Valeroso capitán;
- Al combate;
- Por una flor, (célebre vals de concierto);
- La imperial, (sinfonía);
- A la velada, (gran sinfonía);
- Serenata española;
- Alborada gallega;
- Recuerdos de Galicia;
- Mariolina, (jota popular);
- La feria de Sevilla, (bolero);
- Un aire de mi país, (muñeira);

## Composiciones teatrales
- La pianista enamorada, zarsuela en dos actos, representada en Portugal;
- Novias y novios, zarzuela en un acto;
- La guarida del buitre, drama musical;
- La ginebrina, sinfonía para orquesta, premiada en Basilea en 1869.

Además merecen mención el himno que escribió para la inauguración de la Sociedad Teatro Murillo de Barcelona, centro del que era entonces director y que le supuso un gran triunfo.